# Feda
Feda är en tätort och kyrkby i Kvinesdals kommun i Agder fylke i södra Norge. Orten ligger vid Europaväg 39, på norra sidan av Fedafjorden. Här finns Feda kyrka.
Orten utgjorde tidigare centralort i dåvarande Feda kommun i Vest-Agder fylke.

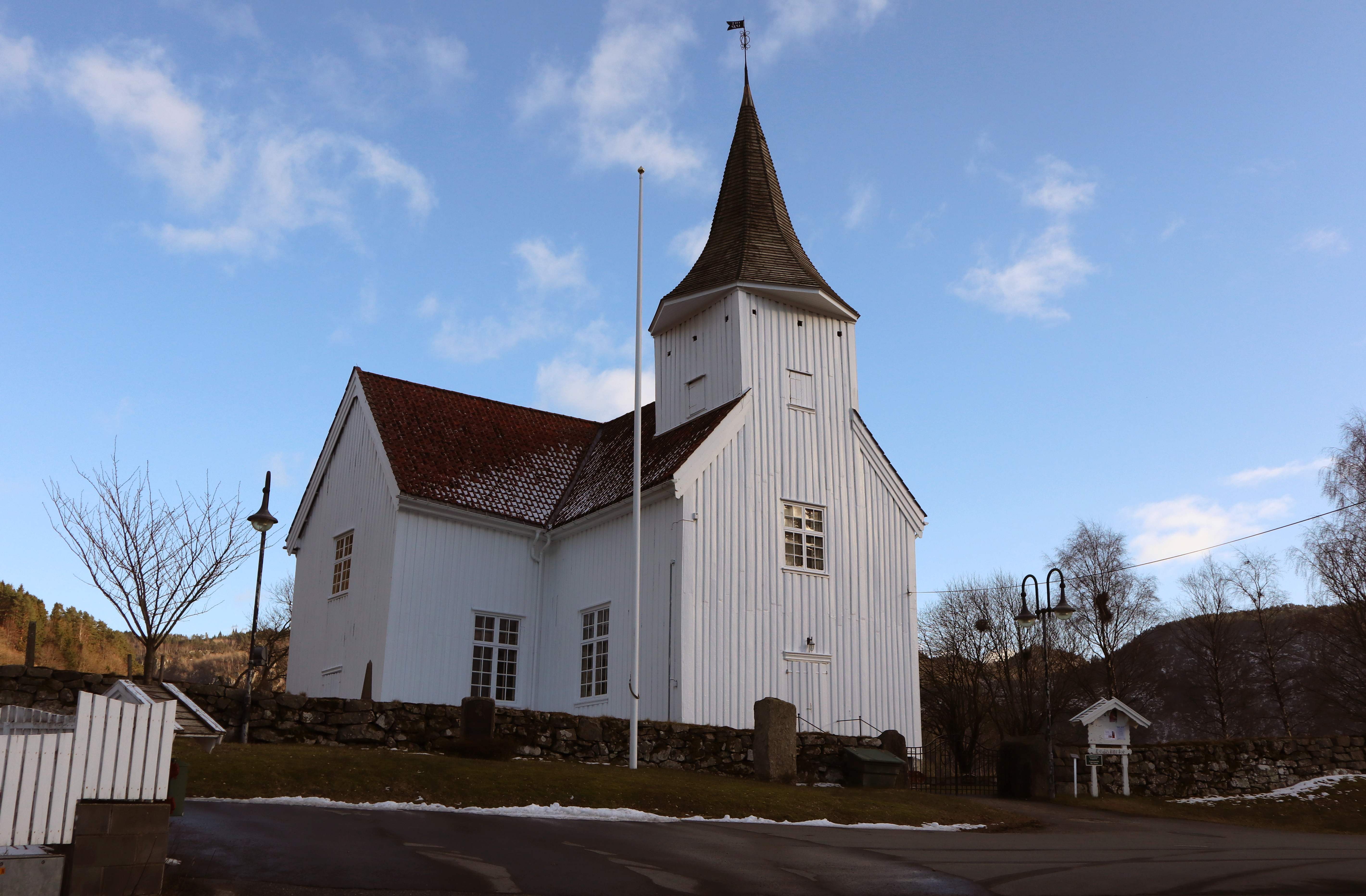
Feda kyrka.